# Niphona micropuncticollis
Niphona micropuncticollis es una especie de escarabajo longicornio del género Niphona, tribu Pteropliini, subfamilia Lamiinae. Fue descrita científicamente por Breuning & Chûjô en 1961.
La especie se mantiene activa durante el mes de abril.

## Descripción
Mide 11,5 milímetros de longitud.

## Distribución
Se distribuye por Tailandia.